# Timothy Radcliffe

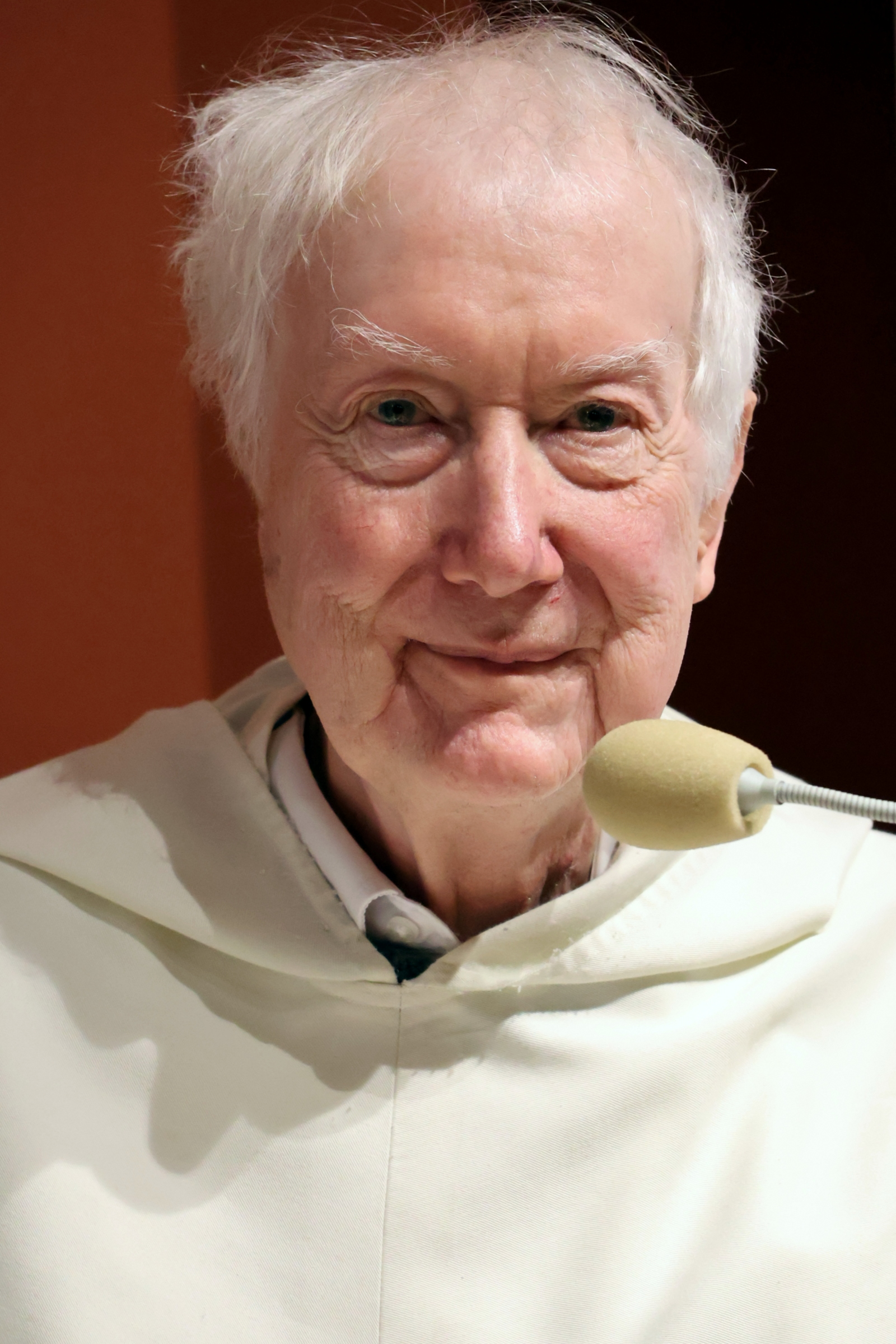
Timothy Kardinal Radcliffe (Februar 2025)

Kardinalswappen von Timothy Kardinal Radcliffe

Timothy Peter Joseph Kardinal Radcliffe OP (* 22. August 1945 in London) ist ein römisch-katholischer Ordenspriester und Kardinaldiakon.

## Leben
Radcliffe entstammt einer britischen Adelsfamilie. Er ist der dritte Sohn von Oberstlt Hugh Radcliffe (1911–1993) und Mariequita Pereira (1916–2005). Sein ältester Bruder Mark Radcliffe war 1996/97 High Sheriff of Hampshire. Heutiger Titelinhaber ist sein Cousin, Sir Sebastian Radcliffe 7. Baronet, der auf Château de Cheseaux im Kantons Waadt in der Schweiz lebt.
Er besuchte die Downside School und studierte anschließend an der Universität Oxford.
Timothy Radcliffe trat 1965 der Ordensgemeinschaft der Dominikaner in der englischen Dominikaner-Provinz bei und empfing 1971 das Sakrament der Priesterweihe.
Er war von 1992 bis 2001 Generalmagister des Dominikaner-Ordens.
Radcliffe ist das einzige Mitglied der englischen Ordensprovinz, das dieses Amt seit der Gründung des Ordens im Jahre 1216 innehatte. Ehe er Ordensmeister des Ordens wurde, war er Provinzial der Dominikaner in England. Er ist Mitglied des Dominikanerkonventes Blackfriars in Oxford, Professor der Theologie und ein angesehener und gefragter Autor und Redner.
2000 galt Radcliffe als ein Kandidat für die Nachfolge von Kardinal Hume als katholischer Erzbischof von Westminster. Papst Franziskus berief ihn am 16. Mai 2015 zum Konsultor des Päpstlichen Rates für Gerechtigkeit und Frieden. 2016 verlieh ihm die Theologische Fakultät der Universität Freiburg die Ehrendoktorwürde.
An der ersten Sitzungsperiode der Weltsynode 2023 in Rom nahm er als geistlicher Ratgeber teil, der die spirituellen Impulsreferate für die Versammlung der Synodalen hielt.
Im September 2024 würdigte Radcliffe im Osservatore Romano homosexuelle Katholiken in festen Beziehungen. Er selbst befinde sich auf einem „synodalen Weg mit homosexuellen Katholiken“.
Im Konsistorium vom 7. Dezember 2024 nahm ihn Papst Franziskus als Kardinaldiakon mit der Titeldiakonie Santissimi Nomi di Gesù e Maria in Via Lata in das Kardinalskollegium auf. Er erhielt eine Dispens von der Verpflichtung zur Bischofsweihe nach Cum gravissima.
Radcliffe nahm nach dem Tod Papst Franziskus’ am Konklave 2025 teil.

## Schriften
- Sing a New Song (2000)
- I Call You Friends (2001)
- Seven Last Words (2004)
- What Is the Point of Being A Christian? (2005); deutsch: Warum Christ sein – Wie der Glaube unser Leben verändert (2012)
- Why Go to Church? The Drama of the Eucharist (2009)
- Take the Plunge. Living Baptism and Confirmation (2012)
- Gemeinschaft im Dialog (2017)